# Octavian Ciupitu
Viorel-Octavian Ciupitu, född 3 januari 1942 i Bukarest, Rumänien, död 27 mars 2024 i Finnerödja distrikt, var en rumänsk-svensk målare och arkitekt.
Ciupitu studerade arkitektur vid Institutet för arkitektur i Bukarest och utexaminerades som arkitekt 1966. Han var verksam som arkitekt, illustratör, art director, möbelformgivare och modeskapare 1966–1977. Han kom till Sverige 1977 och blev svensk medborgare 1980. I Sverige var han verksam som arkitekt, konstnär och kläddesigner. Tillsammans med Silvia Constantinescu ställde han ut en klädkollektion på Galleri Ocisco 1984.